# جایا باهاتچاریا
جایا باهاتچاریا (به انگلیسی: Jaya Bhattacharya) (زاده ۱۹ سپتامبر ۱۹۷۱) بازیگر هندی است.
از فیلم‌هایی که وی در آن نقش داشته‌است می‌توان به فقط تو، چون من دروغ نمی‌گویم و میمی اشاره کرد.